# Anomala cochlearia
Anomala cochlearia är en skalbaggsart som beskrevs av Ohaus 1932. Anomala cochlearia ingår i släktet Anomala och familjen Rutelidae. Inga underarter finns listade i Catalogue of Life.